# 東漸寺 (墨田区)
東漸寺（とうぜんじ）は、東京都墨田区にある天台宗の寺院。

## 概要
1444年（文安元年）、秀尊によって開山された。その後宝永年間（1704年～1711年）に円覚によって中興された。
当寺の本堂は、かつては中興の円覚時代に建てられた木造建築であったが、1963年（昭和38年）に鉄筋コンクリート造に改築された。
また隣にあった「東昌寺」を合併しており、東昌寺にあった板坂如春の墓がある。

## 交通アクセス
- 東あずま駅より徒歩10分。